# كولينة
الكولينة (الاسم العلمي: Colina) هي جنس من الرخويات تتبع الفصيلة القرطيونية من رتبة الصدفيات الماصة.